# Mara (Canada)
Il Mara è un fiume del Canada che scorre nella provincia del Nunavut. Sfocia nel Burnside che sfocia a sua volta nella Bathurst Inlet, nell'Oceano Artico. Scorre a nord dalle sorgenti del lago Nose ed è lungo 260 chilometri.